# 21582 Arunvenkataraman
21582 Arunvenkataraman (tên chỉ định: 1998 SE58) là một tiểu hành tinh vành đai chính. Nó được khám phá thông qua Chương trình nghiên cứu đối tượng gần Trái Đất của đài thiên văn Lowell ở Anderson Mesa Station ở Coconino County, Arizona, ngày 17 tháng 9 năm 1998. Nó được đặt theo tên Arun Venkataraman, head of the computer department ở Arecibo Observatory.